# Ulángom

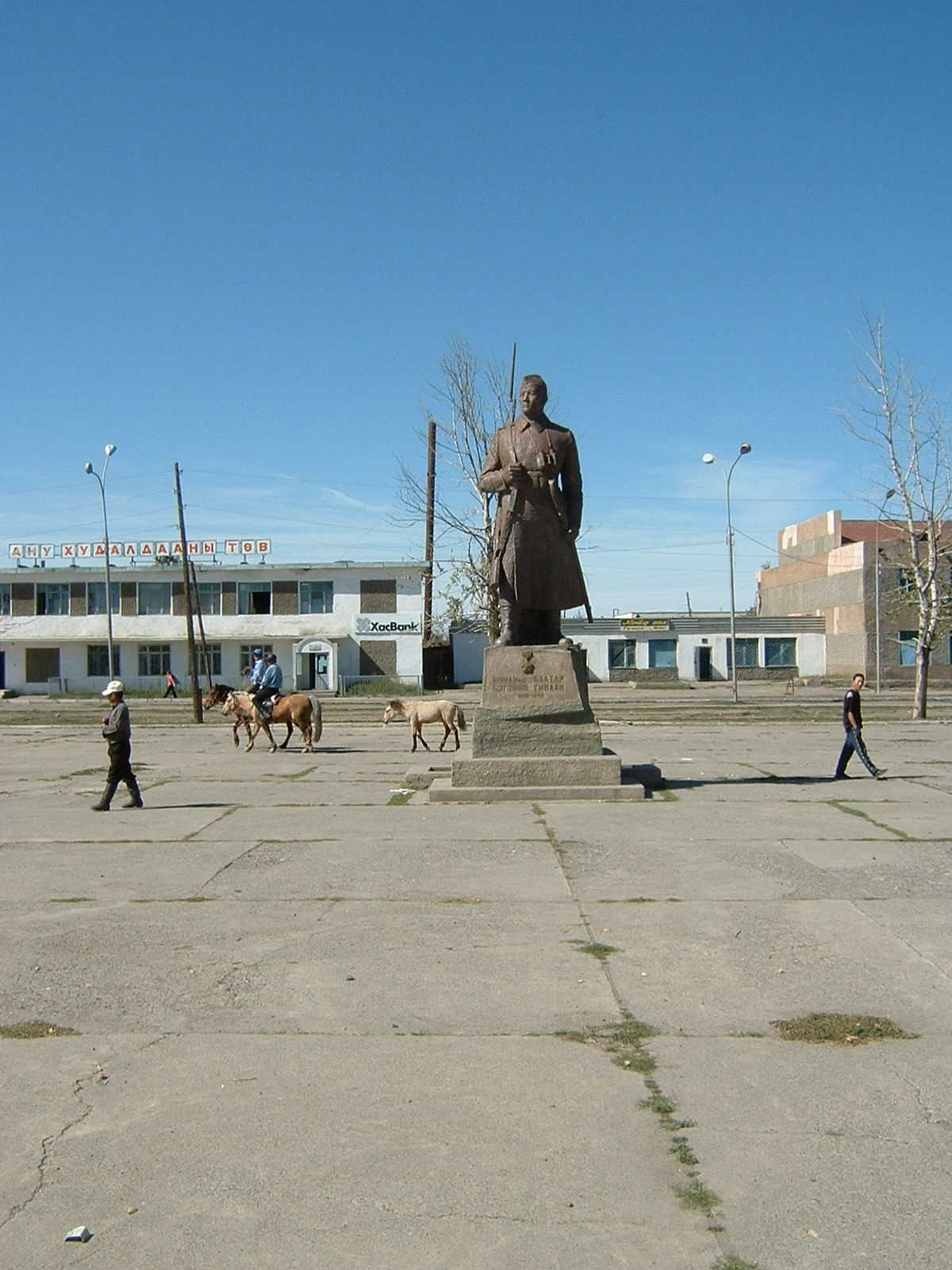
Socha hrdiny Givána

Ulángom (mongolsky Улаангом) je hlavní město Uvského ajmagu v západním Mongolsku. Jméno města znamená „Rudý písek“. Roku 2000 měl Ulángom přibližně 26 000 obyvatel.

## Poloha a význam

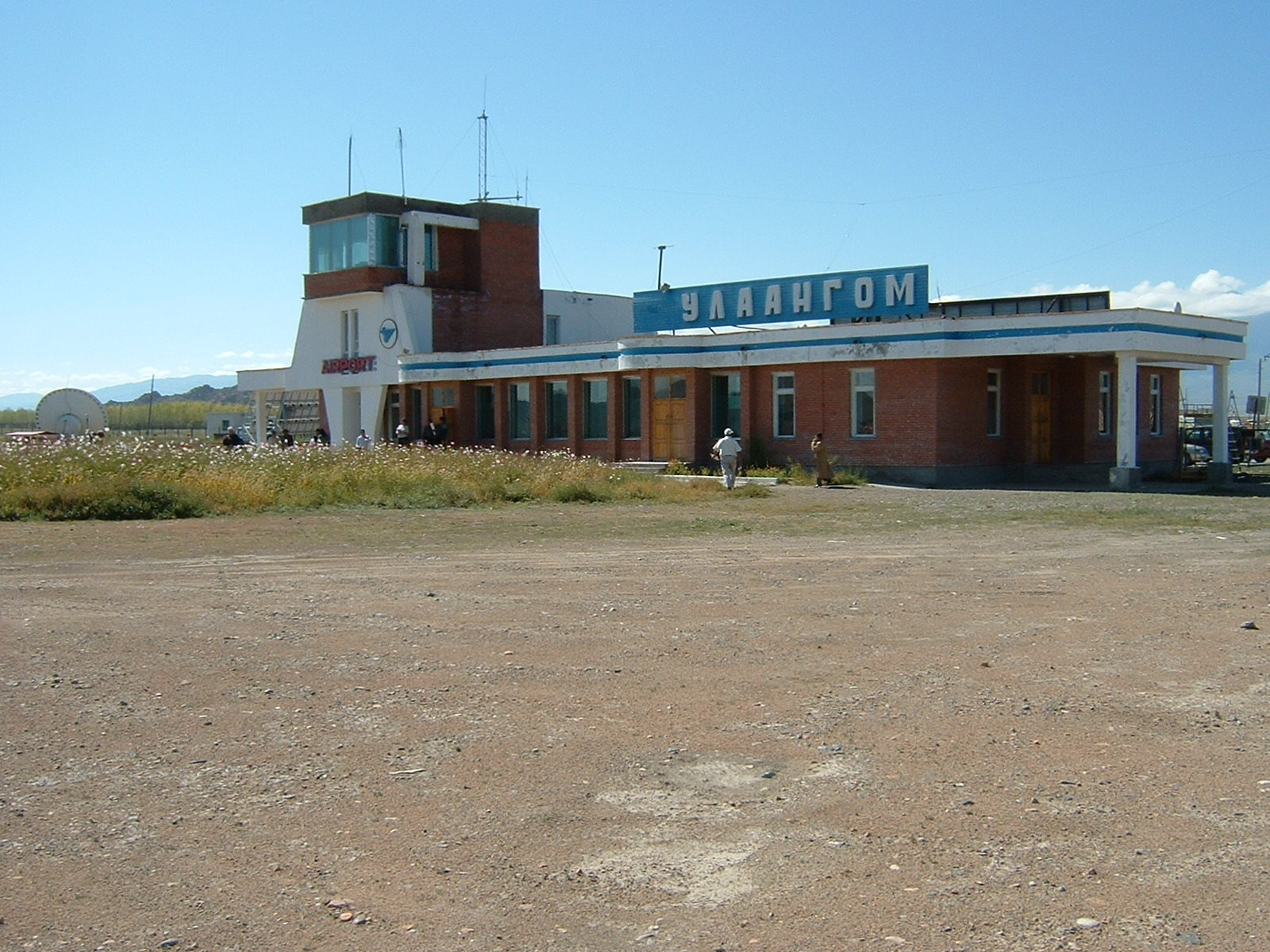
Ulángomské letiště

Ulángom se nachází u hory Čandman (Чандман), přibližně 40 kilometrů od jihozápadního kraje jezera Uvs núr. Město leží v nadmořské výšce okolo 940 m n. m. a je tak jedním z nejnižších míst ve Mongolsku. V těsné blízkosti města se nachází letiště (kód ULO), odkud létá pravidelná linka do Ulánbátaru. S blízkou mongolsko-ruskou hranicí Ulángom spojuje silnice. Ve městě se nachází konzulát ruské Republiky Tuva. Město má silně kontinentální klima – v létě mohou teploty dosáhnout +40 °C, v zimě −45 °C. Ulángom je obýván Mongoly, především Dörvöty.
Ve městě se nachází muzeum Uvského ajmagu. Ve městě stojí socha Givána, místního hrdiny, který padl v roce 1948 v bojích s Číňany, a před budovou ajmační správy je bysta Jumdžágína Cedenbala, rodáka z Ulángomu, který stál v čele Mongolské lidové republiky přes 30 let. Mezi městem a letištěm se nachází znovuobnovený klášter Dečinravžálin Chijd (Дечинравжаалин Хийд), založený v roce 1757.

## Historie
Okolí hory Čandman bylo osídleno již v prehistorické době. V 17. století v Ulángomu sídlil dörvötský chán Galdan Bošigt, který v úseku 20 kilometrů na jihozápad od města vybudoval systém zavlažovacích kanálů a usídlil zde dvacet turkických rodin (dnešní Chotoni), aby zde pracovali jako jeho zemědělští otroci. V březnu 1930 byl v Ulángomu potlačen protest místních lámů proti komunistům. 14 lámů a 5 pastevců bylo zastřeleno.